# 圣瑞多斯
圣瑞多斯（法語：Saint-Judoce，法語發音：[sɛ̃ ʒydɔs]）是法国阿摩尔滨海省的一个市镇，位于该省东部，和伊勒-维莱讷省接壤，属于迪南区。

## 地理
圣瑞多斯（48°21'48"N, 1°57'15"W）面积10.19 平方千米，位于法国布列塔尼大區阿摩尔滨海省，该省份为法国西北部沿海省份，位于布列塔尼半岛北部，北濒大西洋英吉利海峡，西接菲尼斯泰尔省，南至莫尔比昂省，东临伊勒-维莱讷省。
与圣瑞多斯接壤的市镇（或旧市镇、城区）包括：埃夫朗、普卢阿讷、圣蒂阿尔、特雷韦里安。

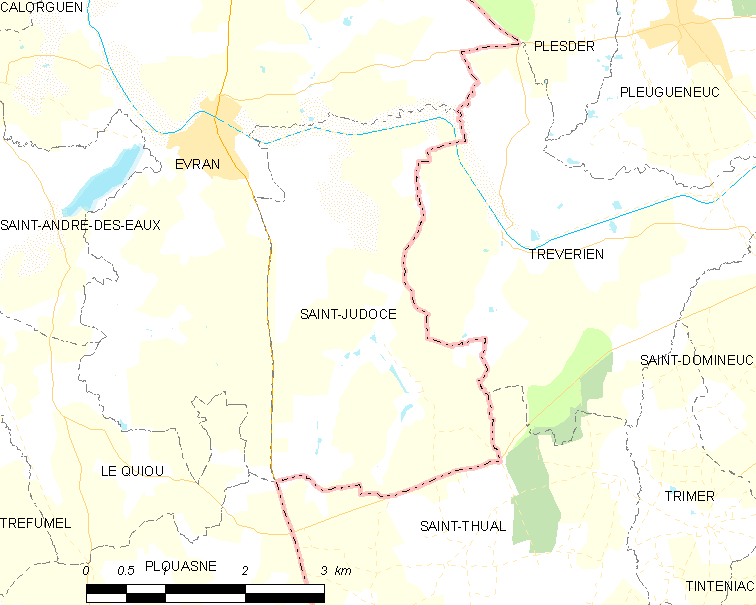
圣瑞多斯的OSM定位图

圣瑞多斯的时区为UTC+01:00、UTC+02:00（夏令时）。

## 行政
圣瑞多斯的邮政编码为22630，INSEE市镇编码为22306。

## 政治
圣瑞多斯所属的省级选区为朗瓦莱县。

## 人口

1962-2008年间圣瑞多斯人口变化图示

圣瑞多斯于2022年1月1日时的人口数量为590人。